# Aseraggodes steinitzi
Aseraggodes steinitzi är en fiskart som beskrevs av Joglekar, 1971. Aseraggodes steinitzi ingår i släktet Aseraggodes och familjen tungefiskar. Inga underarter finns listade i Catalogue of Life.